# Cyclopropenyliden
Cyclopropenyliden oder c-C3H2 ist ein teilweise aromatisches Molekül, das zu einer hochreaktiven Klasse organischer Moleküle gehört, die als Carbene bekannt sind. Auf der Erde wird Cyclopropenyliden aufgrund seiner Reaktivität nur im Labor gesehen. Cyclopropenyliden wird jedoch in signifikanten Konzentrationen im interstellaren Medium (ISM) und auf dem Saturnmond Titan gefunden. Das symmetrische C2v-Isomer Propadienyliden (CCCH2) kommt ebenfalls im ISM vor, jedoch mit um eine Größenordnung niedrigeren Häufigkeit. Ein drittes symmetrisches C2-Isomer, Propargylen (HCCCH), wurde im ISM noch nicht nachgewiesen, höchstwahrscheinlich aufgrund seines niedrigen Dipolmoments.
Es gilt als ein mögliches Vorläufermolekül für Leben.

## Externe Links zu erwähnten Verbindungen
1. ↑  Externe Identifikatoren von bzw. Datenbank-Links zu Propargylen:  CAS-Nr.: 2008-19-7, Wikidata: Q127257435.